# Mickaël Landreau
Mickaël Landreau (født 14. maj 1979 i Machecoul, Frankrig) er en fransk tidligere fodboldspiller og senere træner. I sin karriere blev han mest kendt for adskillige år hos Nantes, men havde også ophold hos blandt andet Paris Saint-Germain og Lille. Med Nantes blev han fransk mester i 2001.

## Landshold
Landreau nåede 11 kampe for Frankrigs fodboldlandshold, og har desuden været med til adskillige slutrunder som reservemålmand. Blandt andet deltog han ved EM i 2004 og VM i 2006 uden at komme i kamp. Hans eneste titel med landsholdet er Confederations Cup i 2001.

## Titler
Ligue 1
- 2001 med FC Nantes

Confederations Cup
- 2001 med Frankrig